# Mohorte
Mohorte es una localidad española del municipio  de Cuenca, perteneciente a la provincia de Cuenca, en la comunidad autónoma de Castilla-La Mancha.

## Geografía
La localidad se encuentra en el km 440 de la carretera N-420 que une Cuenca con Teruel, a 10 km de la ciudad de Cuenca y a 3 km de La Melgosa. En sus inmediaciones se encuentra el río Moscas, las Torcas de los Palancares y la Fuente del Rey, manantial que antiguamente proporcionaba agua para el abastecimiento del pueblo.
Confina con las siguientes localidades:
- Al norte con Palomera.
- Al sureste con Las Zomas.
- Al suroeste con Arcas.
- Al noroeste con La Melgosa.

## Historia
Así se describe a Mohorte en el tomo XI del Diccionario geográfico-estadístico-histórico de España y sus posesiones de Ultramar, obra impulsada por Pascual Madoz a mediados del siglo XIX:

Lugar con ayuntamiento en la provincia, partido judicial y diócesis de Cuenca (1 ½ legua), audiencia territorial de Albacete (20), capitanía general de Castilla la Nueva (Madrid 24). Situado en la falda de una colina y circundado por otras de poca elevación próximo al camino que desde Cuenca conduce a Valencia; su clima es frío, combatido por todos los vientos y muy propenso a carbunclos y dolores de costado. Consta de 52 casas todas de un solo piso a excepción de 2 que son regulares, la casa de ayuntamiento, cárcel, escuela y pósito está todo en un mismo edificio construido por el pueblo en el año 1836, la distribución de la población es muy mala; pues solo hay una calle formada por las casas, que hay desde el S del pueblo a la iglesia y está sin empedrar, las demás están esparcidas con poca regularidad; para alivio de los labradores pobres hay un pósito cuyo fondo es de 100 fanegas de trigo y una escuela dotada con 12 fanegas y concurrida por 11 niños; la iglesia parroquial bajo la advocación de Nuestra Señora de la Natividad es aneja de la de Melgosa, sirviéndola un teniente de esta; en el centro del pueblo hay 2 manantiales de agua salobre, y otra de dulce; y varios de una y otra clase, con 2 lagunas en su término, el cual confina por N con La Melgosa; E Palomera; S Atalaya y las Zomas, y O Arcas; su extensión de N a S es de ½ legua y de E a O 1. El terreno en su mayor parte es llano y cortado por pequeñas colinas, es pedregoso y de miga, medianamente productivo; de regadío no hay sino na huerta bastante grande, pero a poca costa se podía hacer este beneficio extensivo a toda la vega. No hay monte que merezca citarse sino el que por el E y S divide este término del de Palomera el cual se halla poblado de roble y mata baja de carraca; el río Moscas pasa a 400 pasos de distancia por el S del pueblo hacia el O incorporándose al Júcar. Tiene 3 puentes de madera y tierra y sus aguas dan impulso a un molino harinero de 2 piedras y riegan algún terreno; los caminos son locales y en mediano estado el que conduce a Requena y al Campillo de Alto-buey y pasa por el centro del lugar; la correspondencia se recibe de Cuenca. Producciones: trigo de mala calidad y buen centeno, cebada, avena, escaña, patatas y otras legumbres y el cáñamo suficiente para el consumo de los vecinos; se cría ganado lanar y vacuno, caza de liebres, perdices y conejos y alguna de mayor, y pocas pero buenas truchas. Industria: la agrícola, 1 molino harinero y muchos vecinos se dedican a llevar leña y paja a la capital. El comercio está reducido a la venta de los productos sobrantes de agricultura y a la compra de aceite, arroz, bacalao y otros artículos de consumo diario. Población: 67 vecinos, 262 almas. Capital productivo: 693.240 reales. Imponible: 34.662. El presupuesto municipal se cubre con arbitrios del pueblo que consisten en ramos arrendables.
Diccionario geográfico-estadístico-histórico de España y sus posesiones de Ultramar

El día 2 de agosto de 1911, el entonces ministro de Fomento, Rafael Gasset Chinchilla, acompañado de otras personalidades de la época, entre ellas el diputado Ortega y Gasset y el gobernador civil de la provincia, Rafael Mesa de la Peña, se desplazaron a Mohorte con la intención de disfrutar de una jornada privada de caza, departiendo con algunos de sus habitantes, que aprovecharon la circunstancia para realizar diversas reivindicaciones.

## Demografía
| Gráfica de evolución demográfica de Mohorte entre 1842 y 1960 |
| |
| Población de derecho según los censos de población del INE Población de hecho según los censos de población del INEEntre el censo de 1857 y el anterior, crece el término del municipio porque incorpora a Atalaya de Cuenca Entre el censo de 1970 y el anterior, este municipio desaparece porque se integra en el municipio Cuenca |

Evolución de la población
| Gráfica de evolución demográfica de Mohorte entre 2000 y 2017      |
|                                                                    |
| Población de derecho (2000-2017) según el padrón municipal del INE |

## Camino de Santiago
Mohorte se encuentra emplazado en la rama del Camino de Santiago conocida como Camino de Santiago de la Lana o Ruta Jacobea de la Lana que enlaza Alicante con Burgos donde se incorpora a la ruta hacia Santiago de Compostela. El trayecto completo de esta ruta suma 1172 km, Mohorte se encuentra a 317 km de Alicante y 855 km de Santiago de Compostela. Esta ruta era un antiguo camino de pastores trashumantes que coincide en algunos tramos con calzadas romanas. La senda era seguida por ganaderos, pastores y comerciantes que realizaban el transporte y comercio de la lana desde Cuenca y La Alcarria hacia las ferias de Medina y Burgos.

## Leyendas

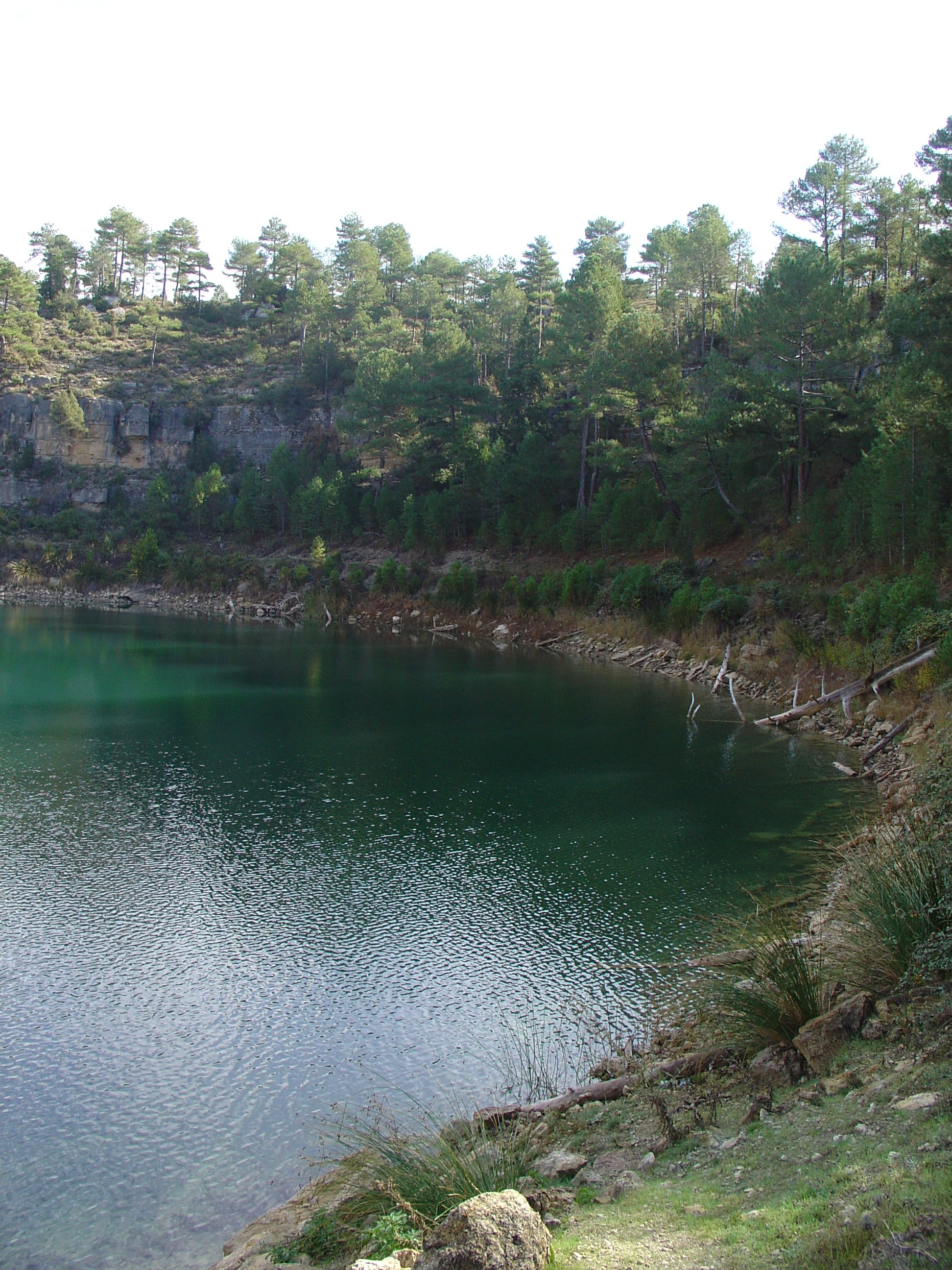
Torca de la Novia

Mohorte se encuentra muy próximo al paraje natural conocido como Torcas de los Palancares, formado por una serie de depresiones del terreno que pueden alcanzar una profundidad superior a 90 metros. Se cuenta que una joven de Mohorte fue obligada por sus padres a casarse con un rico hombre de la cercana localidad de Cañada del Hoyo, sin embargo la novia se oponía por estar enamorada de un muchacho de su pueblo. Cuando iba de camino hacia Cañada del Hoyo para que se celebrase el enlace, la joven se escapó y se arrojó a la profunda sima de una torca que desde entonces se conoce como Torca de la Novia.

## Patrimonio
En la localidad hay una iglesia dedicada a La Natividad de Nuestra Señora. Está situada en la parte de más alta del lugar, el templo de origen románico posteriormente reconstruido, conserva de su primitivo estilo el ábside semicircular y una antigua pila bautismal. En sus proximidades se encuentran el cerro del Tesoro del que se ha rescatado un exvoto ibérico que fue entregado al museo de Cuenca en 1962 y el Tejarcillo de la Edad del Bronce. En sus cercanías se encuentran las hoces de San Miguel, del Buey y la Chica.